# كارلتون فيرويذر
كارلتون فيرويذر (بالإنجليزية: Carlton Fairweather)‏ هو لاعب كرة قدم ومدرب كرة قدم بريطاني، ولد في 22 سبتمبر 1961 في Camberwell ‏ في المملكة المتحدة. لعب مع دولويتش هاملت ونادي جاز ونادي سون هي ونادي كارلايل يونايتد ونادي ويمبلدون.

## وصلات خارجية
- كارلتون فيرويذر على موقع قاعدة بيانات كرة القدم.إي يو (الإنجليزية)